# Interest Rate Swap
Gli swap sono contratti a termine; essi prevedono lo scambio a termine di flussi di cassa, calcolati con modalità stabilite alla stipulazione del contratto. Questo sistema può permettere di annullare il rischio connesso per esempio alle fluttuazioni dei tassi di interesse o di cambio.
L'Interest Rate Swap è il contratto swap più diffuso, con il quale due parti si accordano per scambiarsi reciprocamente, per un periodo di tempo predefinito al momento della stipula, pagamenti calcolati sulla base di tassi di interesse differenti e predefiniti, applicati ad un capitale nozionale. Da sottolineare che non c'è scambio di capitali, ma solo di flussi corrispondenti al differenziale fra i due interessi (di solito uno fisso ed uno variabile).

## Caratteristiche principali del IRS
- Il contratto ha scadenze che superano l'anno;
- È scambiato su mercati Over-the-counter;
- Ha le scadenze dei pagamenti (flussi) determinate a 3,6,9,12 mesi, ma le parti si possono accordare anche diversamente;
- Può essere ceduto ad un'altra controparte rinegoziandone le caratteristiche;
- Tassazione delle plusvalenze al 12.50% (attualmente 20% in base al Decreto Legge n.138 del 13 agosto 2011);
- Nuova Tassazione delle plusvalenze al 26% dal 1º luglio 2014.

## Lo scopo dell'interest rate swap
Usualmente si definisce acquirente dello swap chi si obbliga a pagamenti a tasso fisso e riceve quelli a tasso variabile, l'acquirente ha una posizione lunga sul contratto (long swap position). Dall'altra parte, il venditore è il soggetto che in cambio del tasso fisso paga il tasso variabile prevedendo una possibile variazione a suo favore.
Un'impresa può essere interessata ad un contratto IRS per eliminare l'incertezza di un debito contratto a tassi variabili (operazione di copertura). Un'azienda che stipula un Interest Rate Swap preferisce avere la certezza di quanto dovrà pagare, per motivi di politica aziendale ovvero perché ipotizza un rialzo dei tassi. 
Lo scopo della banca è invece quello di incrementare i propri profitti: ne ottiene infatti subito un incremento derivante dalla intermediazione del prodotto derivato.
Da notare che i contratti di Interest Rate Swap sono segnalati alla Centrale Rischi da parte della Banca proponente nei confronti della azienda stipulante. Quindi questi strumenti finanziari vanno ad appesantire la posizione debitoria della azienda che li stipula, e vengono segnalati in una apposita sezione denominata Derivati Finanziari proprio per il rischio che possono creare sulla sua solidità.

## Tipologia
Esistono tre tipi di interest rate swap:
- Coupon swap, contratto con il quale due parti si scambiano un flusso di interessi a tasso fisso ed uno a tasso variabile nella medesima valuta (floating-to-fixed swap);
- Basis swap, contratto con il quale due parti si scambiano flussi di interessi entrambi a tasso variabile nella medesima valuta (floating-to-floating swap);
- Cross-currency interest rate swap, contratto con il quale due parti si scambiano due flussi di interessi denominati in due diverse valute (fixed-to-fixed swap).

## Gli elementi del contratto IRS
- Capitale Nozionale (è il capitale sul quale vengono fatti i calcoli del contratto);
- Data Stipula del contratto;
- Data di inizio che può differire dalla data di stipula;
- Data di scadenza;
- Data di pagamento dei flussi;
- Il parametro di indicizzazione;
- L'accordo delle parti: la parte che paga il fisso (nell'esempio sotto l'azienda) e la parte che paga il variabile (nell'esempio sotto la banca).
- L'importo da scambiare detto differenziale è determinato da:

{\displaystyle \Delta _{s}=(TV-TF)Cn\left({gg \over 360}\right)}
Dove:
{\displaystyle \Delta _{s}} è il differenziale che, se positivo, viene pagato all'acquirente dello swap (cioè il soggetto che si trova in posizione long sulla gamba variabile, cioè che riceve il pagamento della quota di interessi variabile, e short sulla gamba fissa, cioè che paga la quota di interessi fissa; nell'esempio, l'impresa si trova in posizione di acquirente di swap, in particolare è short sulla gamba fissa e long sulla gamba variabile, di modo da ottenere un differenziale positivo, in caso di rialzo dei tassi d'interesse, che annulla il contestuale aumento della quota variabile di interessi che paga alla banca, ottenendo così una trasformazione della liability da floating a fixed).
{\displaystyle {\mbox{TF e TV}}} sono rispettivamente il tasso fisso e tasso variabile.
Il flusso di interessi a tasso fisso è definito "Gamba Fissa", quello a tasso variabile "Gamba Variabile".
{\displaystyle {\mbox{Cn}}} il capitale nozionale e {\displaystyle \left({gg \over 360}\right)} il fattore tempo che diviene 1 se la scadenza è annuale.
- Se {\displaystyle TV>TF,} allora è la banca che paga il differenziale all'azienda
- Se {\displaystyle TF>TV,} allora è l'impresa che paga il differenziale alla banca

Il pricing di un IRS:
Le banche in qualità di swap dealers offrono sul mercato quotazione bid/offer rates. I tassi bid sono i tassi fissi che le banche si impegnano a pagare in qualità di compratori di contratti swaps, i tassi offer sono i tassi fissi che le banche accettano di ricevere in qualità di venditori di swap. Lo spread tra i due tassi rappresenta una forma di compenso per la banca dealer.

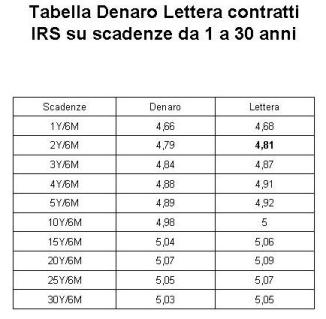
Esempio di prezzi IRS bid/offer (Denaro/Lettera) per scambi con operatori istituzionali maggio 2007. Le scadenze indicano il tasso fisso (1Y = 1 anno contro euribor 6M) al quale avviene lo scambio. Denaro indica la quotazione d'acquisto, Lettera indica la quotazione di vendita.

## Un esempio di Interest Rate Swap
La Banca A propone alla Impresa B un contratto per la copertura di un rischio di oscillazione dei tassi di interesse, su un capitale nozionale di 2000000 € per la durata di tre anni a partire dal periodo t: Inizio il 1/6/t e con scadenza il 1/6/t+3. L'accordo prevede che l'azienda pagherà un tasso 4,30% fisso ad ogni scadenza (giugno di ogni anno a partire dal periodo t). La Banca invece si impegna a pagare un tasso variabile euribor 3 mesi rilevato il giorno precedente a ciascuna scadenza del contratto. Il pagamento avviene mediante scambio di differenziali ad ogni scadenza di periodo. Supponiamo che l'euribor di riferimento sia 4,00% al periodo t, il 4,50% al periodo t+1, 5,00% al periodo t+2. Alla fine il vantaggio per l'impresa è dato da: (-6000+4000+14000)=12000 che riceve dalla banca e neutralizza il suo rischio al rialzo dei tassi.

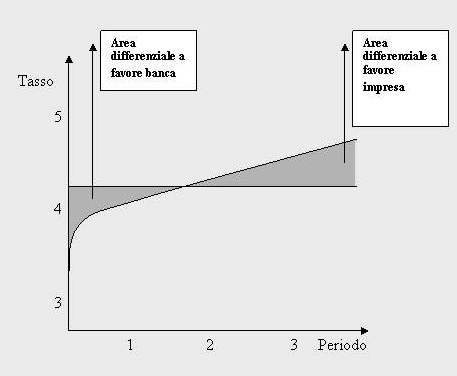
Sviluppo grafico contratto swap, la retta rappresenta l'andamento del tasso fisso, la curva l'andamento del tasso variabile

| Scadenze          | Evoluzione Euribor | Tasso Fisso | Flussi pagati Banca | Flussi pagati Impresa | Differenziale | Saldo Banca | Saldo Impresa |
| ----------------- | ------------------ | ----------- | ------------------- | --------------------- | ------------- | ----------- | ------------- |
| Scadenza anno t   | 4,00%              | 4,30%       | 80000 €             | 86000 €               | 6000 €        | +6000 €     | -6000 €       |
| Scadenza anno t+1 | 4,50%              | 4,30%       | 90000 €             | 86000 €               | 4000 €        | -4000 €     | +4000 €       |
| Scadenza anno t+2 | 5,00%              | 4,30%       | 100000 €            | 86000 €               | 14000 €       | -14000 €    | +14000 €      |

## Utilizzo del contratto IRS
Il contratto di Interest Rate Swap può essere utilizzato con diverse finalità:
- Copertura (Hedging)
- Speculative

ed a seconda che l'utilizzo coinvolga attività e passività si usa distinguere:
- asset swap, per indicare un contratto utilizzato per modificare la natura fissa o variabile della remunerazione di attività finanziarie;
- liability swap, per indicare un contratto utilizzato per modificare la natura fissa o variabile dell'onere di passività finanziarie;

### Finalità di copertura
Un contratto di Interest Rate Swap (come abbiamo visto nell'esempio sopra), se il soggetto ha dei debiti a tasso variabile ed assume una posizione lunga ha la caratteristica di copertura contro il rischio di aumento del tasso di interesse sul mercato. Infatti l'acquirente che paga un fisso e riceve un tasso variabile sul capitale nozionale di stipula andrà a guadagnare in una situazione di tassi in risalita; quanto riceve come differenziale a suo favore gli consente di neutralizzare quanto deve a tasso variabile. Si tutela perciò dal rischio di oscillazioni dei tassi, stabilendo subito quale tasso andrà a pagare per la durata del contratto swap.

### Finalità speculative
Un contratto di Interest Rate Swap può avere anche finalità speculative. Questi tipi di contratti sono molto utilizzati da Hedge Fund o da altri investitori che hanno determinate attese sui tassi di interesse. Un soggetto che prevede una riduzione dei tassi sul mercato infatti potrebbe comprare (posizione Long) dei titoli obbligazionari a reddito fisso. Il valore dei titoli a reddito 
fisso, per effetto della riduzione dei tassi, tende ad aumentare (guadagno in conto capitale). Lo stesso soggetto (supponendo lo scenario di riduzione dei tassi), potrebbe tuttavia vendere un contratto di Interest Rate Swap, assumendo quindi una posizione Short. Chi assume la posizione short su questo tipo di contratto paga il tasso variabile e riceve il tasso fisso, avvantaggiandosi quindi da uno scenario di tassi in discesa.

## Altre tipologie di swap

### Swap in valuta (CURRENCY SWAP)
Consiste nello scambio fra due operatori di flussi monetari di importi equivalenti, ad un tasso di cambio stabilito alla stipula del contratto, espressi in due valute differenti, seguito da uno scambio di segno opposto ad una data futura certa ed alle condizioni predeterminate.
Caratteristiche:
- hanno durate tra i due e dieci anni
- sono trattati sul mercato over-the-counter

### Amortizing swap
L'Amortizing swap è un contratto in cui è prevista una riduzione graduale (di solito ad ogni ricorrenza) del capitale nozionale utilizzato per il calcolo degli interessi.

### Zero coupon swap
Lo Zero coupon swap è un contratto in cui la parte che si impegna al pagamento del tasso fisso effettua un unico pagamento alla scadenza; l'altra parte effettua i pagamenti a tasso variabile alle scadenze definite.

### Equity swap
Lo Equity swap nella forma più semplice è un contratto in cui una delle due parti si impegna, per tutta la durata del contratto, ad effettuare a determinate scadenze dei pagamenti che dipendono dal rendimento di un titolo azionario (capital gain ovvero, capital gain e dividendi) o di un indice azionario in cambio dell'incasso di flussi di cassa a tasso fisso.